# Cinclodes aricomae
A Cinclodes aricomae a madarak (Aves) osztályának verébalakúak (Passeriformes) rendjébe és a fazekasmadár-félék (Furnariidae) családjába tartozó faj.

## Rendszerezése
A fajt Melbourne Armstrong Carriker amerikai ornitológus írta le 1932-ben, az Upucerthia nembe, Upucerthia aricomae néven, innen helyezték jelenlegi nemébe.

## Előfordulása
Bolívia nyugati és Peru déli részén honos. Állandó, nem vonuló faj. Természetes élőhelye a szubtrópusi magaslati esőerdők, valamint vizes területek.

## Megjelenése
Testhossza 21 centiméter, testtömege 50 gramm.

## Életmódja
Gerinctelenekkel táplálkozik.

## Külső hivatkozások
- Képek az interneten a fajról
- Internet Bird Collection - videók a fajról
- Xeno-canto.org - a faj hangja